# Körmöcbánya

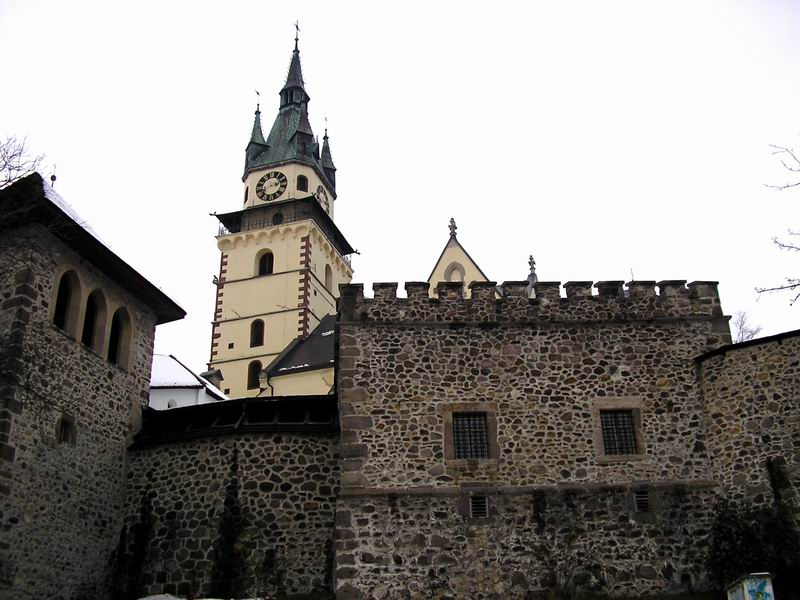
Körmöcbánya falai a Szent Katalin templommal

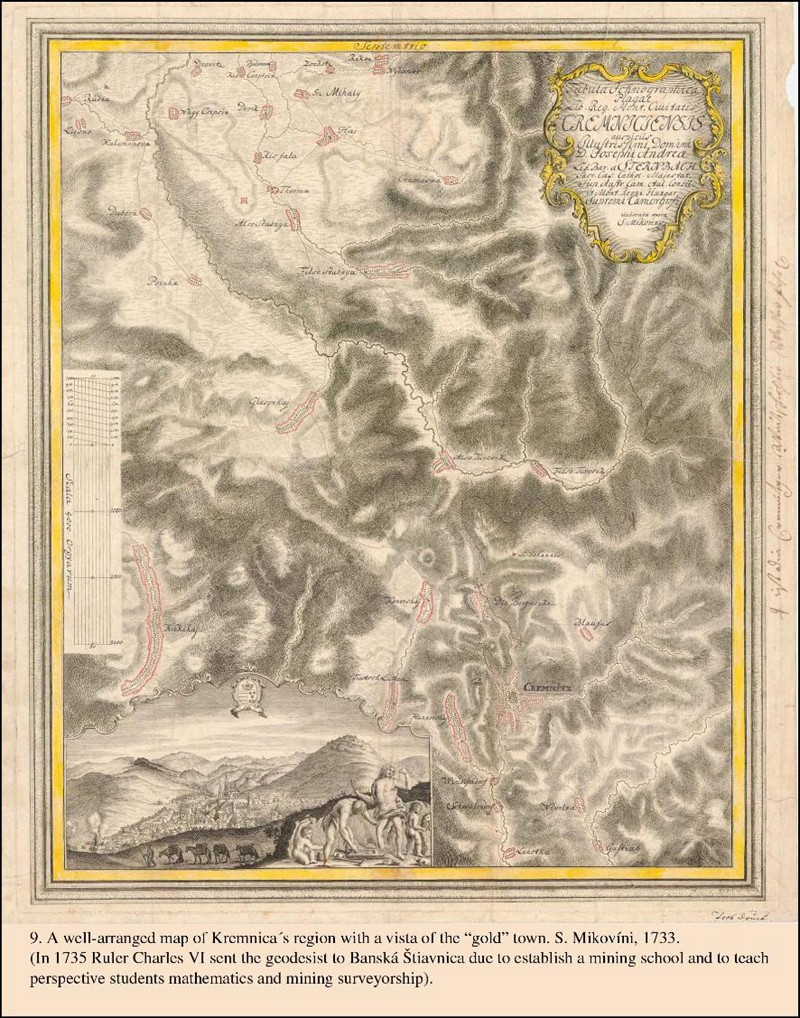
Körmöcbánya környéke 1733 körül

Körmöcbánya (szlovákul: Kremnica, németül: Kremnitz, latinul: Cremnicium) város Szlovákiában, a Besztercebányai kerület Garamszentkereszti járásában. Az egykori Magyar Királyság egyik legjelentősebb, aranybányászatáról nevezetes bányavárosa és pénzverőhelye.

## Fekvése
Selmecbányától 40 km-re északra, a Bisztrica- és a Körmöc-patakok völgyében fekszik.

## Története

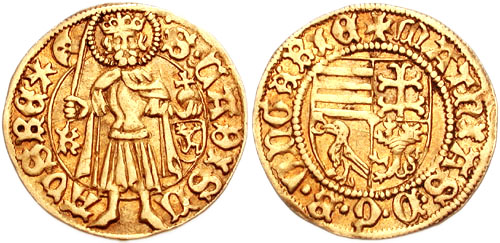
Mátyás király Körmöcbányán vert aranyforintja

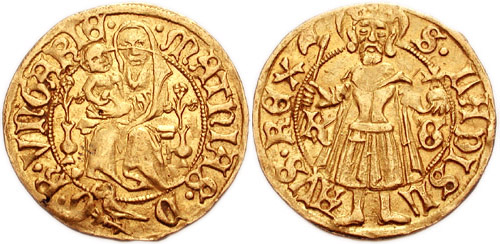
Mátyás király körmöci madonnás forintja

A várost sziléziai és türingiai német telepesek alapították a 12. században. 1328-ban „Cremnychbana", 1332-ben „Cremnic", 1335-ben „Cremnech", 1338-ban „Cremnuch", 1343-ban „Crempnuch", 1389-ben „Chrempnichya", 1394-ben „Chrempnichya", 1394-ben „Cremnicia", 1476-ban „Krembnicia", 1526-ban „Kremnica" alakban szerepel a korabeli forrásokban.
Károly Róbert 1328. november 17-én szabad királyi bányavárosi jogokkal látta el és megalapította pénzverdéjét. 1335-től itt verték a híres aranyforintot, mely körmöci dukátként is ismert volt. A város fontossága miatt mindig a királyok kegyeit élvezte. 1390-ben lakói mentesültek a vámoktól. 1425-ben hetivásárok tartására kapott jogot. Aranybányászatának fénykora a 14-15. századra esik. A 15. század közepén a város 9 városnegyedből állt, 250 házában 690 családban mintegy 3000 lakos élt. Évente már 14000 körmöci dukátot vertek itt.
1433-ban elfoglalták és kifosztották a husziták. 1449-ben Hunyadi János sikertelenül ostromolta, a várost ekkor már magas kőfal és vizesárok védte. 1462-ben békekötéssel szerezte vissza Mátyás király. A támadásokat később is könnyen kivédte, 1560-ban azonban tűzvész pusztította és a város harmada leégett. A 16. században elterjedt a reformáció, a visszatérítés a jezsuiták révén 1653-ban indult meg. 1604-ben Bocskai serege előtt először nem nyitott kaput, de 1605-ben mégis behódolt. Bethlen Gábort is beengedte falai közé.
1652-ben papírgyárat alapítottak itt. A város 1696 és 1788 között országos vásártartási jogot élvezett. 1715-ben 474 adózó polgár és 193 zsellércsalád lakta; közülük 390 bányász, a többiek nagyrészt kézművesek voltak. 1767-ben bányáiban összesen 1299 bányász dolgozott. 1787-ben Körmöcbányának 509 háza volt, 1152 családdal és 5147 lakossal. 1828-ban 538 házában 4944 lakos élt. 1849-ben a téli hadjárat során határában ütközött meg Görgey a császáriakkal, majd egy bányaátjárón tört át Besztercebánya felé. Védműveit jórészt 1872 körül bontották le. A városba vezető vasútvonal 1869 és 1872 között épült. A század vége felé egymás után épültek gyárai és üzemei.
Borovszky monográfiasorozatának Bars vármegyét tárgyaló része szerint (részletek): „Mikor Róbert Károly 1342-ben a körmöczi kamarát Lipót várnagynak bérbe adta, ezt a kamarát az illető oklevélben ősréginek nevezi, a mi bizonyságul szolgál arra, hogy Körmöczbánya már a tatárjárás előtt fennállott. [...] Hogy Körmöczbánya ebben a korban már tekintélyes község volt, nemcsak egykorú épületei mutatják, hanem az akkori oklevelek is. A bányászatot már többé nem a mostani város területén, hanem az északnyugat felé fekvő hegységben folytatták és a XIV. század második felében már oly mélyre hatoltak, hogy az első altárnát kénytelenek voltak megnyitni. A bánya-malmok egy része Alsó-Turcsek határában volt elhelyezve mindaddig, míg Körmöczbánya a Vág medréhez tartozó túróczi patakot a vízválasztón át ide vezette, a melylyel, – tekintve az akkori mérnöki eszközök tökéletlenségét – a XIV. században valódi technikai csodát végzett. [...] A város magva, a belváros, a kékelői Stósz-hegynek délfelé kinyúló alján terül el, ott, a hol a már neugrundival egyesült régi altgrundi völgy a zólyomi völgygyel találkozik. Hajdanta, a tatárjárás után, fapalánkkal volt körülvéve, a XV. század huszas és harminczas éveitől kezdve pedig, eredetileg 12 méter magas, erős körfal vette körül, melynek maradványai részben ma is fennállanak. E védő fal megerősítésére két hatalmas kapu és kilencz bástya szolgált. A XVIII. században még egy harmadik kaput, az ú. n. Thürl-t is felépítették, mely azonban az 1880-iki talajsüppedésnek lett az áldozata. A felső kapu, melyet már 1872-ben – állítólag forgalmi szempontból – lebontottak, 25 méter magas és kétemeletes volt. Falainak vastagsága földszinten 2·1 méter, a második emeleten még  mindig 1 méter volt, melléképületei pedig az 1880-ban és az arra következő években a kibővített pénzverőnek adtak helyet. A felső kapu épületeinek csoportjához tartozott és északi bejárata volt az a díszkapu is, a melyet Mária Terézia tiszteletére, vagyis körmöczbányai tartózkodásának emlékére, 1751-ben szilárd anyagból emeltek és a XIX. század hatvanas éveiben leromboltak. E díszkapunak feliratokkal ellátott kődarabjai a felső utczából jövő patak partfalának alapzatául használtattak fel, a domború képekkel ellátott két kőtábla pedig most is ott van befalazva, a hol azelőtt maga a felső kapu állott. A kettős alsó kapunak belső, a hajdani felső kapuval minden tekintetben megegyező tornya, 1428-ban épült és ma is eredeti alakjában áll fenn. Valóban érdekes épület a maga nemében. A külső torony 1539-ben keletkezett, midőn az 1537-ik évi konfederáczió meghiusulása következtében a körmöcziek a vágbeszterczei Podmaniczky, a murányi Bassó rablózsoldosai és a török portyázó csapatok elleni küzdelemre készültek. E csinos, a belső toronynál valamivel alacsonyabb, de szintén igen erős épületet, I. Ferdinánd király és neje Anna kőből faragott medaillon-képei díszítik. A kapu keleti oldalán lehelyezett két kőtábla az alsó kapu előtti s szintén 1751-ben felállított és 1849-ben lerombolt díszkapu díszítményeihez tartozott. A most a városi múzeumban elhelyezett bányász-szobor, valamint a császári korona maradványai szintén e díszkapuhoz tartoztak. Az alsó kapu előtt a körmöczi pataknak egyik ága folyik, mely most be van boltozva. Mikor még a patak szabadon folyt, a kaput felvonó híddal zárták el. Az 1550-ben, Guglinger Farkas birósága idejében készült függő kapu-lakatot, valamint a felső kapunak ép olyan és ugyanabból a korból való lakatját most a városi múzeumban őrzik. Az ugyanott elhelyezett közös lakat-kulcsot hajdan a város birája őrizte éjszakán át és a biró tudta és beleegyezése nélkül senki sem jöhetett a városba és távozhatott onnan. A belváros északi részén, a főtér fölött, 38 méterre kimagasló meredek dombon, áll a körmöczi vár. Kettős, erős és magas – 1901-ben részben átalakított – védő fal környezi, öt hatalmas bástyával, melyek közül kettőt már leromboltak. A vártér közepén álló főépület a már 1491-ben renovált gótikus templom, melyet 1884-ben 80,000 forintnyi költséggel újra helyreállítottak s azóta ismét plébánia-templomul szolgál. Hajdan nagy-, vagy felső templomnak nevezték."
1920-ig Bars vármegye Garamszentkereszti járásához tartozott.

## Népessége
| Év:            | 1994. | 2004.    | 2014.   | 2024.    |
| -------------- | ----- | -------- | ------- | -------- |
| Emberek száma: | 6581  | 5649     | 5513    | 4664     |
| Eltérés:       |       | -14,16 % | -2,40 % | -15,39 % |

| Év:            | 2023. | 2024.   |
| -------------- | ----- | ------- |
| Emberek száma: | 4755  | 4664    |
| Eltérés:       |       | -1,91 % |

1910-ben 4515 lakosából 1514 német, 1501 magyar és 1482 szlovák anyanyelvű volt.
2011-ben 5601 lakosából 4903 szlovák, 61 cigány, 45 német és 27 cseh volt.
2021-ben 4934 lakosából 4608 (+41) szlovák, 8 (+8) magyar, 34 (+33) cigány, 5 (+5) ruszin, 56 (+10) egyéb és 223 ismeretlen nemzetiségű volt.

## Nevezetességei
- Csak a nyugati és déli oldalon maradtak meg városfalai, valamint a déli alsó városkapu és a délkeleti és délnyugati saroktorony.
- A város északkeleti részén emelkedő hegyen áll az 1465-ben épült Szent Katalin-plébániatemplom, kettős védőfallal övezve, korabeli Szűzanya-szoborral. 1885-ben Storno Ferenc renoválta.
- Körmöcbányai vári orgona fesztivál a Szent Katalin-plébániatemplomban (júliusban és augusztusban).
- Búcsújáróhely a 13. századi eredetű ferences templom, benne a Lorettói kápolna 1750 körül festett Mária-képpel.
- Ugyancsak 13. századi a Szent András-körtemplom a vár egyik régi körbástyájában. Ez volt a vár eredeti temploma.
- A városi múzeum a helyi bányászat és pénzverés történetéből nyújt gazdag ismertetést.
- Pénzverdéje, ahol 700 éve verik folyamatosan az érméket.
- Nem látogatható, de nevezetes a város földalatti vízerőműve.[4]

## Neves személyek
- Itt született 1660. április 17-én Hofstetter János Ádam dán orvos, író.
- Itt született 1804. január 4-én Bátori-Schulcz Bódog honvéd ezredes.
- Itt született 1823-ban Belházy N. János bányaigazgató, numizmata, pénzügyminiszteri tanácsos.
- Itt született 1824. november 16-án Lollok József pap, sasvári főesperes, később lazarista atya.
- Itt született 1825-ben Kárffy Titusz ügyvéd, miniszteri tanácsos.
- Itt született 1885. november 22-én Ferenczy Valér festő, grafikus.
- Itt született 1888-ban és itt halt meg 1956-ban Angyal Géza, festő és grafikus.
- Itt született 1902. november 19-én Antos Kálmán zeneszerző, egyházkarnagy, zenepedagógus.
- Itt született 1907-ben Kokas Klára filmgyári díszlet- és jelmeztervező, filmproducer.
- Itt hunyt el 1932. december 5-én Matunák Mihály római katolikus pap, tanár, történész, turkológus, levéltáros.
- Itt élt és dolgozott 1790-től 1820-as nyugdíjazásáig Simai Kristóf piarista tanár, drámaíró, nyelvész, az MTA l. tagja. Itt készítette jegyzeteit az egyik első magyar szakácskönyvhöz 1795 és 1799 között.[5][6]
- Itt élt és dolgozott Krizskó Pál (1841–1902) körmöcbányai városi levéltárnok.

## Lásd még
Körmöcliget

## Testvérvárosok
- Magyarország, Várpalota